# Tren de Aragua
Tren de Aragua (TdA; pronúncia espanhola: [tɾen de aˈɾaɣwa]) é uma organização criminosa transnacional da Venezuela, classificada como Organização Terrorista Estrangeira pelos Estados Unidos. Acredita-se que possua mais de 5.000 membros. O Tren de Aragua é comandado por Héctor Rusthenford Guerrero Flores, também conhecido como "Niño Guerrero"; ele foi encarcerado na prisão de Tocorón, que funcionava como a sede da organização. A gangue se expandiu pela América Latina e pelos Estados Unidos devido à crise de refugiados venezuelanos, acompanhando a migração de venezuelanos para países receptores. Devido à gravidade de seus crimes, combater a gangue tornou-se prioridade em diversas nações onde o Tren de Aragua atuou. Embora a prisão de Tocorón tenha sido tomada pelas forças de segurança venezuelanas em 2023, a liderança escapou e as atividades da gangue continuam até hoje.

## Contexto
Nos Estados Unidos, o ex-presidente Donald Trump incorporou o Tren de Aragua ao seu discurso político ao compará-lo a organizações terroristas como Al Qaeda, usando sua suposta presença como justificativa para endurecer as políticas migratórias, inclusive invocando a Alien Enemies Act of 1798, uma lei de guerra historicamente aplicada em contextos de conflito armado. Essa legislação permitiu a deportação de venezuelanos sem o devido processo legal, sob o argumento de que representavam uma ameaça terrorista, apesar de relatórios de inteligência dos EUA descartarem que o grupo operasse sob controle estatal venezuelano ou tivesse estrutura coordenada no país. Simultaneamente, o governo de Nicolás Maduro foi acusado de replicar táticas similares às usadas por Fidel Castro durante o Êxodo de Mariel de 1980, quando o regime cubano permitiu a saída em massa de cidadãos, incluindo um número significativo de presos comuns e outros considerados indesejáveis, como forma de pressão sobre os Estados Unidos. De modo comparável, a diáspora venezuelana tem sido usada como via para o escoamento de elementos criminais, disfarçados entre migrantes que fogem da atual crise humanitária, permitindo assim a expansão de redes como o Tren de Aragua em outros países. A operação em 2023 no Centro Penitenciário de Tocorón, considerado o quartel-general do grupo, ocorreu apenas após anos de inação, apesar de denúncias recorrentes de crimes cometidos pela facção em países vizinhos. Especialistas como Keymer Ávila destacam que tanto a narrativa de Trump quanto as omissões do governo venezuelano têm motivações políticas: os EUA constroem um inimigo útil para justificar medidas punitivas; na Venezuela, repressão estatal e crise estrutural forçaram milhões a migrar, muitos dos quais são depois estigmatizados como criminosos sem provas. Essa situação permite que governos autoritários ou populistas desviem a atenção pública, reforcem agendas de segurança interna para fins de propaganda e justifiquem a exclusão de setores vulneráveis sob o pretexto de combater o crime organizado.

## Características
Os membros da organização são, em sua maioria, venezuelanos. A organização é semelhante a outras organizações criminosas da América do Sul, como o Cartel de Medellín ou o Cartel de Cali, embora alguns tenham tatuagens, o Tren de Aragua não utiliza tatuagens para sinalizar a filiação, ao contrário das maras da América Central, MS-13 ou 18th Street gang, o que dificulta a identificação dos integrantes.

### Critérios de identificação de membros do Tren de Aragua
As evidências coletadas no contexto das medidas migratórias implementadas pelo Governo de Donald Trump são fundamentadas em um formulário projetado para determinar a suposta filiação à organização denominada Tren de Aragua. O documento apresentado como evidência estabelece que a pessoa interrogada deve ser venezuelana, ter 14 anos ou mais e não possuir cidadania ou residência nos Estados Unidos, e com base nesses requisitos utiliza-se uma tabela que contém 20 critérios distribuídos em seis subgrupos (Sentenças Judiciais e Documentos Oficiais, Autoadmissão, Conduta Criminal e Informação, Documentos e Comunicações, Simbolismo e Associação), nos quais são atribuídos entre dois e dez pontos de acordo com o cumprimento de cada condição, sendo que a acumulação de oito pontos implica a designação como membro do Tren de Aragua.
Entre os critérios, destaca-se a atribuição de 10 pontos em caso de condenação por violações da lei norte-americana relacionadas a atividades vinculadas à organização ou por admissão expressa de filiação, enquanto outros critérios atribuem 4 ou 3 pontos com base na existência de informações provenientes de fontes de inteligência dos Estados Unidos ou de parceiros estrangeiros, depoimentos de vítimas, membros da comunidade ou informantes, e são concedidos 6 ou 3 pontos na verificação de comunicações ou transferências financeiras para membros conhecidos da organização; além disso, são incluídas seções destinadas a avaliar elementos identificadores, tais como tatuagens, vestuário, fotografias em grupo ou outros símbolos, sendo atribuídos 4 pontos para tatuagens que indiquem filiação ou lealdade e 2 pontos para publicações em redes sociais com símbolos ou referências associadas.
Adicionalmente, as evidências apresentadas pela ACLU integram guias elaboradas pelo Departamento de Segurança Interna e pela Patrulha de Fronteira para a identificação de supostos membros do Tren de Aragua, nas quais se destacam elementos como tatuagens representativas de trens, coroas, estrelas, uma arma do tipo AK-47, relógios, o símbolo de Jordan ou a frase “Real até a morte”, existindo, entretanto, discrepâncias entre ambos os guias na interpretação de certos critérios, por exemplo, no que diz respeito ao uso de roupas esportivas associadas a times como o Chicago Bulls, indicando uma diferença na avaliação do elemento como indicativo de filiação.

## Operações
O Tren de Aragua foi a primeira organização criminosa venezuelana a se expandir para o exterior, tendo presença na Colômbia, Brasil, Peru, Equador, Bolívia, Panamá, Costa Rica, Chile, México, Trinidad e Tobago e nos Estados Unidos. Destaca-se, especialmente, no tráfico de pessoas na América Latina. A organização se envolve em diversas atividades criminosas, como tráfico de armas, suborno, tráfico de drogas, mineração ilegal, sequestros por resgate e lavagem de dinheiro. A gangue mantém alianças com o Primeiro Comando da Capital no Brasil.

### Chile
A ramificação no Chile é conhecida como "os Piratas de Aragua". Em meio à crise migratória de Tarapacá no norte do Chile, o Tren de Aragua se envolveu no tráfico de mulheres na fronteira com a Bolívia em direção a Santiago. Em outubro de 2021, foram relatadas quatro investigações em curso pelas autoridades chilenas relacionadas à organização. Em 24 de março de 2022, a Polícia de Investigações do Chile (PDI) anunciou o desmantelamento da filial chilena da organização. Um dos membros capturados em março de 2022 possuía mandados de prisão internacionais por assassinatos na Venezuela e no Peru. Outros seis traficantes de migrantes ligados ao Tren de Aragua foram capturados pela polícia chilena no mesmo período. O líder da filial chilena, Rafael Gámez, foi preso no estado do Texas, EUA, em dezembro de 2024, sob acusações de tráfico de pessoas; o Chile iniciou procedimentos para extraditá-lo.
Em 11 de abril de 2024, autoridades chilenas responsabilizaram o Tren de Aragua pelo assassinato de Ronald Ojeda, dissidente político venezuelano e opositor de Nicolás Maduro, exilado no Chile. Ronald foi sequestrado em 21 de fevereiro e seu corpo foi encontrado 10 dias depois dentro de uma bolsa revestida de cimento. As autoridades chilenas acusaram o ministro do Interior da Venezuela, Diosdado Cabello, de ordenar que o Tren de Aragua executasse o assassinato e pagasse aos assassinos.

### Peru
No Peru, devido à forte presença do Tren de Aragua em Lima, aumentaram sentimentos de xenofobia contra venezuelanos por parte dos peruanos. Após confrontos entre peruanos e migrantes venezuelanos no Mercado Gamarra em Lima, o capítulo "Los Gallegos" do Tren de Aragua divulgou um vídeo afirmando que "não haverá paz para os peruanos que apoiam a xenofobia. Começaremos a matar todos os peruanos motorizados", ameaçando matar taxistas motorizados. Somente em 2023, pelo menos 183 suspeitos foram presos.

### Estados Unidos
Nos Estados Unidos, o Tren de Aragua começou a emergir durante o início da década de 2020, acompanhado pelo aumento de migrantes cruzando a fronteira México-EUA, especialmente de origem venezuelana. Em março de 2024, o Telemundo, citando vários casos criminais envolvendo suspeitos da gangue, afirmou que o grupo "também possui uma presença cada vez mais ampla nos Estados Unidos". Em janeiro de 2024, o Federal Bureau of Investigation (FBI) confirmou que a gangue operava nos EUA. Em 11 de julho de 2024, o Departamento do Tesouro dos EUA e a Casa Branca anunciaram sanções contra a gangue, designando-a como "organização criminosa transnacional". O Departamento de Estado oferece uma recompensa de US$ 12 milhões por informações que levem à prisão dos líderes da organização. Em 2024, autoridades na fronteira EUA-México intensificaram entrevistas com migrantes venezuelanos do sexo masculino para identificar membros do Tren de Aragua. Suspeitos foram ligados a crimes em diversas localidades, incluindo homicídios. Em Nova York, a gangue foi associada a tiroteios, furtos em lojas, assaltos nas ruas, prostituição forçada, extorsão e tráfico de drogas. Em Aurora, Colorado, imagens de vigilância de homens armados tentando adentrar apartamentos viralizaram, levando o prefeito Mike Coffman a afirmar que a gangue havia "infiltrado" diversos edifícios no local. A influência do grupo foi contestada pelo Departamento de Polícia de Aurora, que afirmou que, "com base em nosso trabalho investigativo inicial, acreditamos que os relatos de influência do [Tren de Aragua] em Aurora são isolados". Narrativas de que a cidade estava dominada pela gangue foram ressaltadas por veículos de direita radical.[carece de fontes?] O ex-presidente Donald Trump, em sua campanha presidencial de 2024 e com foco na imigração ilegal, afirmou que partes da cidade estavam sob controle da gangue. Para combater as atividades da gangue, centenas de agentes do Serviço de Imigração dos Estados Unidos (ICE) participaram de operações em janeiro e fevereiro de 2025, resultando na prisão de um suposto membro.
Agentes do FBI em El Paso, Texas relataram a prisão de 41 suspeitos do Tren de Aragua em 2023.
Em 2024, um investigador estadual informou à KUTV que diversos crimes na área metropolitana de Salt Lake City, Utah estavam ligados ao Tren de Aragua, incluindo um tiroteio ocorrido em setembro de 2024 em Herriman. A maioria, se não todas, das ocorrências, como furtos, distribuição ilegal de drogas e sextorsão, seria resultado de conflitos entre gangues.
A gangue foi amplamente citada durante a campanha presidencial de Donald Trump de 2024. Uma opinião publicada na Americas Quarterly afirmou que a presença do Tren de Aragua nos EUA foi exagerada, havendo células permanentes fora da Venezuela somente no Peru e no Chile, e sucesso limitado até mesmo na instalação de operações no Colômbia.
Em 29 de janeiro de 2025, 8 membros do Tren de Aragua foram presos em um complexo de apartamentos em Queens, Nova York, e 2 outros estavam foragidos. Foram apreendidas 36 armas de fogo na operação.

#### Lei dos Inimigos Estrangeiros de 1798
Em março de 2025, o governo do presidente dos Estados Unidos, Donald Trump, ordenou a detenção e deportação de mais de 200 cidadãos venezuelanos, acusando-os de pertencer ao grupo criminoso venezuelano Tren de Aragua, apesar de não apresentar provas dessa afiliação. Para executar essas deportações, a administração norte-americana recorreu à Lei dos Inimigos Estrangeiros de 1798, uma norma que confere ao presidente a autoridade para deter e expulsar cidadãos de países com os quais os EUA estejam em guerra. A legislação, promulgada durante o mandato de John Adams, no contexto das tensões com a França, foi aplicada em três ocasiões anteriores: na Guerra de 1812 contra o Reino Unido; durante a Primeira Guerra Mundial, quando mais de 6.000 cidadãos alemães foram internados em campos de concentração; e na Segunda Guerra Mundial, quando mais de 30.000 pessoas de origem japonesa, alemã e italiana foram detidas em território norte-americano. Trump justificou a aplicação da lei alegando que o Tren de Aragua planejava uma “invasão ou incursão predatória” nos EUA, embora um juiz federal, James Boasberg, tenha determinado que a norma não poderia ser empregada naquele contexto, pois exige que a ameaça provinda de um governo ou nação estrangeira. Apesar dessa decisão judicial, a Casa Branca continuou com as deportações.
Especialistas em direito e organizações de direitos civis criticaram a medida, ressaltando que a aplicação da Lei dos Inimigos Estrangeiros permite ao governo efetuar expulsões sem garantir direitos processuais, como o direito à defesa ou de recorrer perante tribunais de imigração. Além disso, a normativa não requer provas concretas para qualificar uma pessoa como ameaça, o que levou a denúncias de abuso de poder.O governo venezuelano, por meio do ministro do Interior, Diosdado Cabello, afirmou que nenhum dos deportados possuía vínculos com o Tren de Aragua e que apenas 17 dos primeiros 190 expulsos tinham antecedentes criminais. A ordem executiva de Trump insere-se em sua promessa de realizar a maior onda de deportações da história do país, o que resultou em um aumento nas batidas e detenções de imigrantes. Segundo dados do Serviço de Imigração e Controle Aduaneiro dos EUA (ICE), pelo menos 32.000 pessoas foram presas desde janeiro de 2025, das quais aproximadamente 9.000 eram migrantes com status legal, sem antecedentes criminais ou aguardando resoluções migratórias, números que o ICE classificou como “danos colaterais”.
A decisão foi fortemente criticada por organizações de direitos humanos, como o Centro para o Progresso Americano, que denunciou o uso de uma lei invocada pela última vez na Segunda Guerra Mundial para justificar a detenção de milhares de pessoas sem julgamento prévio, qualificando-a de “perigoso abuso de poder”.

#### Criminalização do asilo
Organizações de direitos humanos alertam para o uso indevido de estereótipos visuais ou culturais como justificativa para deportações, muitas vezes realizadas antes de audiências judiciais ou decisões em andamento. A prática tem sido criticada por comprometer os princípios do direito internacional e dos direitos fundamentais à defesa e ao asilo. Um dos casos mais notórios é o de Jerce Reyes Barrios, um jogador de futebol venezuelano de 36 anos, que foi deportado para El Salvador pelo governo de Donald Trump após ser erroneamente associado ao Tren de Aragua, com base em uma tatuagem com símbolos do Real Madrid e uma fotografia fazendo um gesto em linguagem de sinais. Reyes Barrios havia ingressado legalmente nos Estados Unidos em 2024 e solicitado asilo após fugir de tortura na Venezuela. Ele tinha uma audiência marcada para abril, mas foi expulso do país sem aviso prévio. Apesar de um juiz federal ter ordenado a suspensão dos voos de deportação, o governo alegou que os voos estavam fora de sua jurisdição naquele momento.

#### Declarações da Secretária de Segurança Interna
A secretária de Segurança Interna, Kristi Noem, afirmou que os migrantes enviados ao CECOT deveriam permanecer ali "pelo resto de suas vidas", destacando a colaboração com o presidente salvadorenho Nayib Bukele para ampliar a capacidade da prisão, que atualmente abriga 14.000 detentos e tem espaço para 40.000. Noem também visitou o CECOT e advertiu que imigrantes ilegais que cometam crimes nos Estados Unidos poderiam acabar nessa prisão. No entanto, organizações de direitos humanos, como a Cristosal, denunciaram que muitos dos deportados não possuem antecedentes criminais e foram identificados como membros de gangues apenas com base em tatuagens. Além disso, foi relatado que os migrantes estão incomunicáveis, sem acesso às suas famílias ou advogados, e que nem os governos dos Estados Unidos nem de El Salvador forneceram listas completas dos detidos ou informações sobre sua situação atual. A Cristosal também advertiu que essas ações poderiam constituir desaparecimentos forçados e violações ao direito internacional dos direitos humanos.

#### Uso de tatuagens ordinárias como evidência
O governo dos Estados Unidos classificou os migrantes enviados para Guantánamo como membros do Tren de Aragua, principalmente com base em tatuagens que se supõe estarem associadas à quadrilha, como coroas, flores, expressões como "real hasta la muerte", uma coroa sobre uma bola de futebol, um globo ocular que "parecia legal" e a silhueta de Michael Jordan. No entanto, advogados de defesa argumentam que as prisões foram realizadas sem evidências concretas, e ex-funcionários venezuelanos negam que a quadrilha tenha utilizado qualquer simbolismo específico em tatuagens. Apesar da ausência de provas de uma operação estruturada pela quadrilha nos Estados Unidos, mais de 200 venezuelanos foram transferidos para o Centro de Confinamento do Terrorismo (CECOT) em El Salvador, sob o Ato dos Inimigos Estrangeiros de 1798. Essa ação, descrita por especialistas como inconstitucional, foi denunciada pelo regime de Nicolás Maduro, que qualificou as transferências como um "Sequestro" e negou quaisquer vínculos entre os deportados e a quadrilha. Linette Tobin, advogada do detido Jerce Reyes Barrios, afirmou que não há evidências que o vinculem à organização criminosa, que a única base do DHS para tal ligação consistia em uma tatuagem semelhante a símbolos do Real Madrid e em uma fotografia na qual ele fazia um gesto em língua de sinais, e que seu paradeiro permanece desconhecido desde sua deportação em 15 de março.

#### Separação familiar
Em abril de 2025, a menina venezuelana de dois anos, Maikelys Antonella Espinoza Bernal, permaneceu em acolhimento familiar nos Estados Unidos após sua mãe, Yorely Bernal, ter sido deportada para a Venezuela sem ela. O pai da criança, Maiker Espinoza, havia sido enviado em março ao CECOT, como parte de uma série de deportações realizadas pelas autoridades dos Estados Unidos com base em supostos vínculos com a organização criminosa venezuelana Tren de Aragua, embora nenhuma evidência conclusiva tenha sido apresentada.
A administração do ex-presidente Donald Trump, no contexto de medidas de imigração intensificadas, alegou que Bernal e Espinoza eram membros ativos da gangue, acusando-os de liderar operações criminosas; contudo, registros oficiais na Venezuela, no Peru e nos Estados Unidos não mostram histórico criminal para o casal além de infrações migratórias.
Antonella, nascida em Lima, Peru, em 8 de fevereiro de 2023, entrou em território dos Estados Unidos em maio de 2024 com os pais após viajar por vários países e pela selva do Darién. A criança foi separada dos pais na fronteira com base em suspeitas relacionadas às tatuagens deles, que as autoridades consideraram indicativas de filiação a gangue, apesar dos desenhos apresentarem personagens animados e símbolos pessoais.
Desde sua chegada aos Estados Unidos, a menina foi transferida entre vários lares de acolhimento sob supervisão do Escritório de reassentamento de refugiados.
Sua família, de Maracaibo, Venezuela, solicitou sua reunificação, afirmando que Antonella apresentou instabilidade emocional devido às constantes mudanças de residência e cuidadores.
Embora Bernal tenha sido informada por autoridades dos Estados Unidos de que sua filha seria deportada com ela, quando embarcou no voo para Caracas em 25 de abril de 2025, a criança não estava presente. A administração dos Estados Unidos não esclareceu se a menina será devolvida à família.

### Venezuela
Na Venezuela, além de sua região de origem, Aragua, a organização possui presença em outros estados, como Carabobo, Sucre, Bolívar, Guárico, Trujillo e Miranda.
Em setembro de 2023, 11.000 agentes das forças de segurança venezuelanas tomaram o Centro Penitenciário de Aragua, que servia como sede da gangue

#### Posição do governo venezuelano
Durante a 512ª edição de seu programa televisivo “Con el Mazo Dando”, transmitido em 19 de março de 2025, o ministro do Interior, Justiça e Paz da Venezuela e vice-presidente do Partido Socialista Unido da Venezuela (PSUV), Diosdado Cabello, acusou líderes da oposição venezuelana e ex-presidentes colombianos de manterem vínculos com o grupo criminoso Tren de Aragua, utilizando-o para fins de desestabilização política. Cabello afirmou que figuras como Álvaro Uribe, Iván Duque, Juan Manuel Santos e Andrés Pastrana, junto a opositores venezuelanos como Juan Guaidó, Leopoldo López, María Corina Machado, Edmundo González, Carlos Vecchio, Julio Borges, Miguel Pizarro e David Smolansky, estariam envolvidos na criação e proteção de redes criminosas voltadas à desestabilização do país. A acusação incluiu também o financiamento por meio do narcoparamilitarismo colombiano, tráfico humano e de drogas, assassinatos e atentados contra instituições do Estado. Cabello denunciou que os pseudônimos El Wilexis, atribuído a Wilexis Alexander Acevedo Monasterios, morto pelas forças venezuelanas durante os Exercícios Escudo Bolivariano 2025, liderava os “Comanditos”, supostos grupos de choque ativados pela oposição após a reeleição do presidente Nicolás Maduro nas eleições presidenciais de 28 de julho. Entre os planos atribuídos ao grupo estava um ataque à Assembleia Nacional durante a posse presidencial e atentados contra convidados internacionais. O ministro também responsabilizou autoridades colombianas por não atuarem diante de informações compartilhadas pelo governo venezuelano sobre reuniões de líderes criminosos em território colombiano.
Em relação aos Estados Unidos, após o presidente Donald Trump declarar o Tren de Aragua como organização terrorista, Cabello expressou concordância, mas denunciou que os verdadeiros “sócios” do grupo se encontram em solo norte-americano e agem publicamente com conhecimento das autoridades, especialmente do FBI. Embora tenha afirmado que a organização criminosa está profundamente infiltrada em redes internacionais protegidas pela oposição, no dia 21 de março de 2025, o mesmo ministro declarou que nenhum dos mais de cem venezuelanos deportados pelos Estados Unidos para uma prisão em El Salvador integra o Tren de Aragua, contrariando a justificativa oficial apresentada por Washington para a expulsão em massa. Além disso, o procurador-geral da Venezuela, Tarek William Saab, confirmou o desmantelamento da organização no país, com a prisão de 48 pessoas, reiterando que parte de seus membros se encontra na Colômbia e nos EUA com apoio de opositores exilados. Saab solicitou a extradição desses indivíduos para que sejam julgados na Venezuela com penas de até 30 anos de prisão.